# Montañas Rubeho
Las montañas Rubeho son una cadena montañosa del centro de Tanzania. Se encuentran en las regiones de Dodoma y Morogoro, al sureste de la capital de Tanzania, Dodoma. Las montañas Rubeho forman parte del arco montañoso Oriental, y albergan una comunidad biodiversa de flora y fauna con un gran número de especies endémicas.

## Geografía
Las montañas de Rubeho son una meseta disecada que ocupa una superficie de 4.636 km². Los picos más altos de la cordillera son Mangalisa (2.286 m), Mafwemiro (2.152 m) y Ledengombe (1.941 m). Al sur, el abrupto valle del río Gran Ruaha separa las montañas Rubheho de las Udzungwa. Al sureste, una estrecha brecha separa las montañas Rubeho de las Uvidunda. Los montes Pala están cerca al este, y la llanura de Mkata más allá. El río Mkondoa separa los montes Rubeho de los Ukaguru por el norte y el noreste. Los montes Wota, un saliente occidental de los montes Rubeho, y la meseta de África Oriental se encuentran al oeste.

## Clima
Las montañas Rubeho interceptan los vientos cargados de humedad del Océano Índico y reciben más precipitaciones que las tierras bajas circundantes. La mayor parte de la lluvia se produce en la estación húmeda de noviembre a mayo, aunque la neblina y la lluvia ligera se producen en las elevaciones más altas durante los meses de la estación seca. Las precipitaciones son más altas en las laderas sur y este frente al Océano Índico, y más bajas en la sombra de lluvia de las montañas al norte y al oeste. Las temperaturas son más frías en las elevaciones más altas.

## Geología
Las montañas Rubeho, junto con las otras en el arco oriental, están formadas por antiguas rocas cristalinas precámbricas que se levantaron durante millones de años a lo largo de fallas. El período más reciente de levantamiento comenzó hace 30 millones de años, pero el sistema de fallas y el proceso de levantamiento pueden ser mucho más antiguos. Los suelos derivados de estas rocas antiguas no son tan fértiles como los suelos volcánicos más jóvenes de las montañas del norte y el oeste.

## Flora y fauna
Hace unos treinta millones de años, el área estaba cubierta por una extensa selva tropical. Durante un periodo más frío y seco, hace unos diez millones de años, los bosques de las tierras bajas se convirtieron en sabanas, dejando las cordilleras como "islas" donde los bosques tropicales siguieron floreciendo. La persistencia a largo plazo de un clima húmedo y el aislamiento de cada cordillera han dado lugar a un gran endemismo, y a una flora y fauna muy diversas El Rubeho y otras montañas del Arco Oriental tienen una biodiversidad extremadamente alta con numerosas especies endémicas (más del 25 por ciento de las especies de vertebrados).
Las montañas Rubeho están cubiertas de bosques de miombo, bosques lluviosos montanos, bosques montanos secos, pastizales montanos y matorrales de Acacia-Commiphora. Los bosques se extienden desde los 520 a los 2050 metros de altura y varían en composición y tipo de especie con la altitud y las precipitaciones. Un análisis de las imágenes de satélite tomadas entre 1999 y 2003 reveló que 464 km² de las montañas seguían cubiertos de bosque perenne
Las laderas más húmedas del este y sureste reciben más lluvia del Océano Índico y sostienen bosques de miombo en elevaciones más bajas, bosques perennifolios de transición por encima de 520 metros de altitud y bosques siempreverdes montanos en elevaciones más altas. Las especies arbóreas de los bosques montanos de hoja perenne son Agarista salicifolia, theiformis Aphloia, Bridelia micrantha, edulis Catha, whyteana Diospyros, Halleria lucida, Macaranga kilimandscharica, lanceolata Maesa, acuminados Maytenus, congesta nuxia, excelsa Parinari, fulva Polyscias, melanophloeos Rapanea y monospora xymalos. En las laderas occidentales de la meseta principal, Macaranga kilimandscharica es el árbol predominante, formando un dosel de 10-15 metros en bosques montanos secos en valles a 1.600–1.700 metros de altitud.
Las laderas más secas del oeste y noroeste tienen matorrales de Acacia-Commiphora en elevaciones más bajas y bosques montanos secos en elevaciones más altas.
La curruca de Rubeho (Scepomycter rubehoensis) es un pájaro cantor de las tierras altas endémico de las montañas Rubeho y Uvidunda. Otras aves endémicas o casi endémicas son la perdiz del bosque de Rubeho (Xenoperdix obscuratus) y Rubeho akalat (Sheppardia aurantiithorax) .
Los elefantes (Loxodonta africana) y los duikers del bosque rojo (Cephalophus natalensis) se encuentran en los bosques de la meseta oriental.

## Áreas protegidas y conservación
Las áreas protegidas incluyen las reservas forestales de Ukwiva (54.635 ha), Mafwemiro (3.238 ha) y Mangalisa (4.988 ha). Ukwiva cubre la parte noreste de la meseta principal, e incluye el mayor bloque de bosque montano perenne de las montañas en las laderas orientales, y el bosque montano seco a 1.600-1.700 m. La Reserva Forestal de la Montaña Pala (108,34 km²) incluye los bosques de transición de hoja perenne de la Montaña Pala, justo al este de la meseta principal. Mafwemiro está al noroeste de Ukivwa. Mangalisa es un bloque montañoso separado al oeste de la meseta principal, al norte del río Gran Ruaha. La reserva forestal de Mangalisa incluye zonas de bosque seco de alta elevación perturbado y bosque montano dominado por Podocarpus en la parte sur de la reserva.

## Transporte
La autopista A7 de Tanzania bordea el extremo sur de las montañas, siguiendo el río Gran Ruaha y girando hacia el noreste a través de la brecha entre las montañas Rubeho y Uvidunda. El ferrocarril de la Línea Central de Tanzania bordea el extremo norte de las montañas, siguiendo el río Mkondoa entre las montañas Rubeho y Ukaguru, entre Dar es Salaam y el oeste de Tanzania. En Kilosa, la línea Mikumi del Ferrocarril Central se ramifica hacia el sur a través de la llanura de Mkata, al este de las montañas.